# Chef des Wehrmachtsanitätswesens
Der Chef des Wehrmachtsanitätswesens (Chef W San) war der oberste Verantwortliche für das gesamte Sanitätswesen der Wehrmacht.
Der Dienstposten im Oberkommando der Wehrmacht (OKW), der das militärische Pendant zu dem vom Reichsgesundheitsführer Leonardo Conti wahrgenommenen Posten als Chef des zivilen Gesundheitswesens bildete, wurde zum 28. Juli 1942 gegründet und wurde von Generaloberstabsarzt Siegfried Handloser ausgeübt, der zugleich auch seine bisherige Funktion als oberster Verantwortlicher für den Sanitätsdienst des gesamten Heeres als Heeres-Sanitätsinspekteur und auch als Heeresarzt bis zum 13. August 1944 weiterhin ausübte.
Bevor der Dienstposten geschaffen wurde, gab es keinen zentralen Hauptverantwortlichen für das militärische Sanitätswesen der Wehrmacht. So wie der Heeres-Sanitätsinspekteur für den Sanitätsdienst des Heeres an oberster Stelle verantwortlich war, war es für den der Luftwaffe der Chef des Sanitätswesens der Luftwaffe, bei der Kriegsmarine der Sanitätschef der Kriegsmarine und gleiches galt für den Reichsarzt SS und Polizei.

## Chef des Wehrmachtsanitätswesens
| Nr. | Name                | Beginn der Berufung | Ende der Berufung | Dienstgrad           |
| --- | ------------------- | ------------------- | ----------------- | -------------------- |
| 1   | Siegfried Handloser | 28. Juli 1942       | 13. August 1944   | Generaloberstabsarzt |